# Костров, Николай Алексеевич
Князь Никола́й Алексе́евич Костро́в (1823—1881) — русский историк и этнограф, автор около 150 работ по истории, географии, статистике, этнографии Сибири.

## Биография
Происходил из дворянского рода Костровых. В июне 1843 года окончил юридический факультет Московского университета со званием действительного студента. Службу начал в Московской межевой канцелярии канцелярским служителем, в 1846 году состоял в чине губернского секретаря. С июня 1846 — чиновник по особым поручениям при Енисейском губернаторе в Сибири, начальник 3-го отделения Енисейского общего губернского управления. Делопроизводитель Енисейского губернского статистического комитета (1846-1855). Енисейский окружной начальник, затем — минусинский окружной начальник (1855—1860); советник Енисейского губернского суда (1860—1861); чиновник особых поручений при общем губернском управлении в г. Омске, с 1861 — комиссар по соляным операциям Томской губернии, секретарь губернского статистического комитета (1861—1866), заведовал делами польских ссыльных и состоял постоянным членом Томской строительной комиссии.
С 1851 года занимался научными исследованиями, член-сотрудник «Сибирского Отделения Императорского Русского Географического Общества» (1853).
Его статьи печатались:
- в «Москвитянине» («Юраки», «Кизильские татары», «Енисейские тунгусы», «Туруханский Троицкий монастырь» и другие),
- в «Записках Сибирского Отделения Императорского Русского географического общества» («Город Минусинск», «Очерки Туруханского края», «Список каменных изваяний, находящихся в Минусийском округе» и другие),
- в «Енисейских Губернских Ведомостях» («Заметки об инородцах минусинских и обитаемой ими местности», «Тессинская пещера», «Страна мраков арабского путешественника Ибн-Батуты» и другие),
- в «Томских Губернских Ведомостях» («Город Колывань», «Томск», «Заметки для истории Кузнецка», «Томская губерния в 1818 г.» и др.),
- в «Вестнике Императорского Русского географического общества»,
- в «Иллюстрации».

## Отдельные труды
- Бирюсы (небольшое племя сибирских инородцев Минусинского края) // Западно-Сибирское отделение 1863, кн. 6;
- Бельтиры инородческих племен в Минусинском округе Енисейской губернии // Енисейские губернские ведомости, 1858, № 48-49;
- Заметки о Минусинских инородцах и обитаемых ими местностях // Енисейские губернские ведомости, 1859,
- Качинские татары // Москва, 1854, ч. 3, № 10;
- Кизильские татары // Москва, 1854, ч. 3, № 11, кн. 1,
- Костров, Н. А. Однодневная перепись населения города Томска 16 марта 1880 года. - Томск, 1880
- Костров, Н. А. Торговые сношения Томской губернии с Монголией. - Томск, 1876
- Кайбалы (небольшое племя кочевых инородцев, обитающих в Минусинском округе Енисейской губ.)//Западно-Сибирское Отделение, 1863, кн. 6,
- «Обзор этнографических сведений о самоедских племенах, обитающих в Сибири» (1879).
- «Очерки юридического быта якутов» (1878)
- «Юридические обычаи крестьян-старожилов Томской губернии» (1876)
- «Колдовство и порча между крестьянами Томской губернии»

## Награды
- Малая золотая медаль Императорского Русского географического общества.